# Der Fall Maurizius
Der Fall Maurizius ist der Titel eines zwischen 1925 und 1927 entstandenen und 1928 erschienenen Romans von Jakob Wassermann über die Aufklärung eines Justizirrtums. Der Autor greift zwei Problemfelder der Zeit auf, den in der Literatur des Expressionismus oft gestalteten Vater-Sohn-Konflikt und die Frage nach der Gerechtigkeit und deren Repräsentanz im Justizsystem. Diese Schwerpunkte werden in Form einer Detektivgeschichte mit dem Familienkonflikt Andergast in einer um 1925 in Frankfurt und Berlin spielenden Handlung verzahnt.

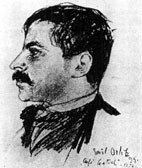
Emil Orlik: Jakob Wassermann (1899)

## Figuren
- Baron Etzel von Andergast, Gymnasiast
- Wolf Freiherr von Andergast, Etzels Vater, Oberstaatsanwalt
- Sophia von Andergast, Etzels Mutter
- Cilly von Andergast, Etzels Großmutter, genannt die Generalin
- Dr. Otto Leonhart Maurizius, Dozent, Verfasser der „Geschichte des Madonnenkults auf Grund bildnerischer Darstellungen“, Sträfling 357 im Zuchthaus Kressa
- Peter Paul Maurizius, Leonharts Vater
- Elli Maurizius, Leonharts Frau, verwitwete Hensolt, geborene Jahn
- Anna Jahn, Schwester Ellis
- Hildegard Körner, Leonharts uneheliche Tochter
- Gertrud Körner, Hildegards Mutter, Tänzerin
- Gregor Waremme, alias Georg Warschauer, „Privatlehrer, Philolog, Philosoph, Spieler, Salonlöwe, Weiberheld“

## Inhalt

### Zwei Familienkonflikte
Wassermanns Roman verknüpft zwei Handlungsstränge thematisch und personell miteinander: die Auseinandersetzungen in der Familie des Frankfurter Oberstaatsanwalts Andergast, vor allem den Vater-Sohn-Konflikt, und die im Stil einer Detektivgeschichte im Wettbewerb zwischen dem Juristen und seinem Sohn gestaltete Aufrollung eines ca. 19 Jahre zurückliegenden Gerichtsprozesses, der mit der Verurteilung des Kölner Privatdozenten Otto Leonhart Maurizius endete, obwohl dieser kein Geständnis ablegte.
Der 16-jährige Gymnasiast Etzel Andergast lebt in Frankfurt am Main im Hause seines Vaters, des Oberstaatsanwalts Wolf Freiherr von Andergast, der im Volk seiner Prinzipientreue und Unerbittlichkeit wegen „der blutige Andergast“ genannt wird. Verstöße müssen seiner Meinung nach unnachgiebig bestraft werden: „Das Recht sei eine Idee, keine Angelegenheit des Herzens; das Gesetz kein beliebig zu modelndes Übereinkommen zwischen Parteien, sondern heilig ewige Form.“ Er selbst fühlt sich als Instanz, die nicht in Frage zu stellen ist. Auch im privaten Bereich vermeidet er Emotionen. Seine Ehe zerbrach an dieser Einstellung und seine Frau Sophia suchte Trost in einer Affäre und wurde nach deren Entdeckung von ihrem Mann verstoßen: Sie musste ihm vertraglich zusichern, ins Ausland zu ziehen und auf jegliche Verbindung zu ihrem Sohn zu verzichten. Etzel gegenüber wird nicht über sie gesprochen, auch die Haushälterin Rie sowie seine Mutter setzt Andergast unter Druck und verpflichtet sie zur Verschwiegenheit (1. Kap., 1. Abschnitt). So hat Etzel sich als Kind eingebildet, „dass der Vater im Mittelpunkt des Weltalls saß“, und ihm deshalb den Namen Trismegistos gegeben. Im Laufe der Jahre hat sich zwischen dem autoritären Vater und seinem unter strenger Kontrolle stehenden Sohn ein Spannungsverhältnis aufgebaut. Inzwischen zweifelt Etzel an der Allmacht des Vaters und durchschaut dessen Strategien: Sowohl die außereheliche Beziehung seiner Frau als auch den Fall Maurizius instrumentalisiert der Vater als Kreuzzug von Ordnung, Pflicht und Moral gegen Genusssucht und Zügellosigkeit der jungen Generation (4, 2). Wie er es in seinem Plädoyer im August 1906 formuliert, will er „das ganze Verhängnis einer Zeit, die Krankheit einer Nation“ in der Person des Angeklagten bestrafen. Etzel bricht aus dieser Ordnung immer mehr aus, er schwänzt die Schule und wandert stattdessen im Taunus (2, 1), er sucht Rat bei seinem Klassenkameraden Robert Thielemann (3, 4), spricht mit seinem Lehrer Dr. Camill Raff (4, 5) über das Problem der Wahrheit bzw. der Verantwortung für den vielleicht unschuldigen Maurizius und befragt die Großmutter Cilly, die Generalin, über seine Mutter (2, 5).
Ausgelöst wird die Haupthandlung durch die Versuche des ehemaligen Ökonomen und Gutsbesitzers Peter Paul Maurizius aus Hanau, den Staatsanwalt, der im Prozess auf Todesstrafe plädierte, für die Begnadigung seines Sohnes zu gewinnen. Dadurch erfährt Etzel von dem Fall. Der zu lebenslanger Haft Verurteilte sitzt seit mehr als 18 Jahren im Zuchthaus Kressa, weil er seine Ehefrau Elli erschossen haben soll. Da Etzel vom Vater keine Informationen erhält und dadurch, in einer Phase der Auflehnung gegen den autoritären Erziehungsstil, der Anreiz entsteht, einem Geheimnis nachzugehen, nimmt er mit dem alten Maurizius Kontakt auf. Dieser erzählt ihm die Vorgeschichte des Mordes: Sein lebenslustiger und verschuldeter 23-jähriger Sohn heiratete die vermögende 38-jährige Witwe Elli Hensolt, geborene Jahn – in Erwartung von achtzigtausend Mark geerbtem Vermögen. Er verschwieg ihr seine Tochter Hildegard aus der vorehelichen Beziehung mit der Schweizer Tänzerin Gertrud Körner. Als diese starb, beauftragte er seine 19-jährige Schwägerin Anna Jahn, in die er sich verliebte, hinter dem Rücken seiner Frau das nunmehr zweijährige Kind nach England zu einer Pflegefamilie zu bringen. Etzel erfährt weiter, dass der Kronzeuge Gregor Waremme, auf dessen Aussage die Verurteilung basierte, inzwischen als Privatlehrer Georg Warschauer in Berlin Schüler unterrichtet. Die ebenfalls beim Mord anwesende Anna erbte Ellis Vermögen und lebt inzwischen als Frau Duvernon und Mutter von zwei Kindern in der Nähe von Trier.
Etzel ist nach dem Studium der ihm vom alten Maurizius übergebenen Zeitungsartikel über den Prozess von der Unschuld Maurizius’ überzeugt. Da er „über einen auffallenden Scharfsinn […], eine Art Indianerinstinkt [verfügt], wenn es gilt, verborgene Dinge oder Umstände ans Licht zu bringen“, hat er Lücken im Indiziengefüge entdeckt und will herausfinden, wer den Mord begangen hat. So erbittet er von seiner Großmutter Cilly von Andergast, der „Generalin“, dreihundert Mark und fährt heimlich nach Berlin. Nach der Abreise seines Sohnes fühlt Andergast, dass er die Kontrolle über sein mühsam aufgebautes System verliert und Etzel sich seinem Einfluss entzieht. Er lässt polizeilich nach ihm fahnden (5, 2), allerdings ohne Erfolg, er macht der Haushälterin und seiner Mutter Vorwürfe, vermutet eine Verschwörung gegen seine Anweisungen, stößt jedoch auf Widerspruch (5, 3–4) und er veranlasst die Versetzung Dr. Raffs an ein Provinzgymnasium, nachdem er in diesem den Vertreter einer freien Persönlichkeitserziehung erkannt hat und ihn für die Entwicklung seines Sohnes verantwortlich macht (5, 5–6).

### Mosaikbild vomFall Maurizius
Parallel zu diesen Abwehrmaßnahmen gegen den Sohn beginnt der Vater mit einer Untersuchung des Falles. Er lässt die Prozessakten des Falles Maurizius nach Hause kommen und überprüft die Zeugenaussagen. Zugleich erinnert er sich immer wieder an Etzels Kindheit (5, 7 bis 6, 9). Dies führt zu einer langsamen Aufweichung seiner Position: Er fragt sich, ob „hinter der gewussten Wirklichkeit eine andere, geheimnisvollere [stecke]“. Er ist nun sensibilisiert, die Motive Gregor Waremmes und Anna Jahns, der Schwester Ellis, und deren Beziehungen zu Maurizius und Elli zu untersuchen, und er reflektiert während eines Spaziergangs Lücken in der Indizienkette und Widersprüche im Verhalten der Zeugen, denen er während des Prozesses nicht nachgegangen ist (7, 2). Der nachdenklich gewordene Andergast spürt in sich diese Veränderung. Zeichen dafür sind die Trennung von seiner Geliebten, der Kalifornierin Violet Winston, die in Frankfurt am Konservatorium studiert und der er eine Wohnung finanziert (7, 3–4), und das Gespräch mit Peter Paul Maurizius (7, 5) über ihre aus der Art geschlagenen Söhne.
Im Roman werden die konkurrierenden Recherchen, vor allem im mit Zwischenreich überschriebenen zweiten Teil (Kap. 8-13), abwechselnd erzählt. Sie führen zum selben Ergebnis, allerdings beabsichtigt der Sohn die Rehabilitierung, der Vater dagegen die Begnadigung des unschuldig Verurteilten. Der auktoriale Erzähler lässt die Protagonisten, und damit indirekt den Leser, aus verschiedenen Perspektiven auf die Vorgeschichte des Mordes blicken: aus den Prozessprotokollen, zeitgenössischen Zeitungsartikeln, den Meinungen von Etzels Gesprächspartnern und v. a. den Darstellungen von Vater und Sohn Maurizius sowie des Zeugen Waremme. Dadurch entsteht ein sich immer mehr verfeinerndes Mosaikbild.

### Fragen nach der irdischen Gerechtigkeit und der Persönlichkeitserziehung
In den Gesprächen werden neben der Klärung der Geschehnisse, des Beziehungsnetzes der am Fall Beteiligten und ihrer Motive die Fragen nach der Gerechtigkeit in der Welt und der Rolle des Justizwesens thematisiert. Dabei vertreten die Protagonisten unterschiedliche Positionen: Der Staatsanwalt verfolgt anfangs entsprechend seiner autoritären Persönlichkeit die strenge Linie der strafenden Gerechtigkeit, als deren Organ er sich sieht. Ein Gerichtsurteil ist für ihn unumstößlich. Im Angeklagten erblickt er einen Repräsentanten der leichtsinnigen, unmoralischen und verantwortungslosen Jugend (9, 6). Durch seine Erziehung will er Etzel vor solchen Verirrungen bewahren. Im enttäuschten Vater Maurizius erkennt er sich selbst wieder und in Leonhart seinen eigenen Sohn. Dadurch wird er unbewusst sensibilisiert, die Handlungen der Personen nachzuvollziehen.
Für Waremme gibt es in der Welt keine Gerechtigkeit, sondern nur psychologische Labyrinthe (11,2). Der Einzelne ist zufälligen gesellschaftlichen Konstellationen ausgesetzt. Aus seinen Erlebnissen, einmal war er Opfer, dann wieder Täter, folgert er sein Überlebensrecht. Etzel lehnt beide Auffassungen ab. Die des Vaters ist dogmatisch und deshalb unbarmherzig, da sein Denken von der abstrakten Regel und nicht vom lebendigen Individuum ausgeht. Die Sichtweise Waremmes dagegen ist triebhaft egozentrisch und rücksichtslos (14,4-5). Leonhart Maurizius spürt in sich die Ambivalenz des Menschen zwischen edlen Gefühlen und Verbrechen, beides ist möglich (9,7). In der entseelten Maschinerie der Justiz und ihrer despotischen Willkür verliert er seine Menschenwürde und wird zum Automaten ohne Lebenskraft, wie sein Ende zeigt (9,8; 13,7-8).
Der Autor greift damit eine zeitgenössische Diskussion über autoritäre staatliche und familiäre Strukturen und die Erziehung der Jugendlichen zu eigenverantwortlichen Persönlichkeiten auf. Etzels Lehrer Dr. Camill Raff (3,1; 4,5) repräsentiert im Die Kostbarkeit des Lebens betitelten ersten Romanteil (Kap. 1-7) Gedanken der Reformpädagogik. Bezeichnenderweise bewertet ihn Andergast nach einem Gespräch als Gefahr für die Entwicklung seines Sohnes, erkennt ihn als seinen Rivalen und veranlasst dessen Versetzung in die Provinz (5,5-6).

### Untersuchungen des Oberstaatsanwalts von Andergast
Vor seiner Abreise hat Etzel seinem Vater einen Brief geschrieben, in dem er ihm den Hauptgrund seines Verschwindens nennt: „Ich will die Wahrheit finden“. Als der Staatsanwalt seine Mutter als Mitwisserin der Pläne seines Sohnes verdächtigt, wirft sie ihm vor, sein „Kasernenregiment“ habe die Nacht- und Nebel-Aktion des Jungen verschuldet und er habe damals seine Gattin, „die arme Sophia wie einen Hund hinausgejagt in die Welt“ und deren Liebhaber in den Tod getrieben. Andergast ist durch die Vorwürfe und das Vorhaben Etzels verunsichert und überprüft den Tathergang und die Beweislage (5,7-8; 6,3-9).
Zuerst bewundert er seine „meisterhafte Arbeit“, doch muss er „einen Schönheitsfehler“ zugeben: „das fehlende Geständnis“. Beim Weiterlesen bemerkt er Unstimmigkeiten in den Aussagen. Er vermutet, dass das Unheil mit der Auseinandersetzung um Leonharts Kind Hildegard und Annas Rolle dabei zusammenhängt, da Elli ihre Schwester verflucht und gedroht hatte, sie und dann sich umzubringen. Weitere Fragen stellen sich zu Annas Verhältnis zu Waremme, sie war zeitweise seine Sekretärin, und zu Leonhart Maurizius, der oft mit ihr zusammen war und ihr sein Bild mit einem Liebesbekenntnis schenkte, sowie zur Freundschaft zwischen Leonhart und Waremme (7,2). Der Oberstaatsanwalt betrachtet die Angaben zum Tathergang noch einmal genauer. Sie bauen auf Waremmes Beobachtungen auf, dass Maurizius den Revolver aus der Manteltasche geholt und seine Frau erschossen habe. Die Tatwaffe wurde allerdings nie gefunden. Jetzt wundert sich Andergast, dass er damals die Ungereimtheiten zu Ungunsten von Leonhart Maurizius ausgelegt und die Angaben der Zufallszeugen nicht überprüft hatte.
Andergast besucht mehrmals den Zuchthaussträfling Leonhart Maurizius im Zuchthaus Kressa (9,5-9) und hört sich dessen Kritik am Gerichtswesen an (9,2–9; 12,1–7): die angebliche Allwissenheit der Richter und Staatsanwälte, die nicht die Ambivalenz des Menschen berücksichtigen. In den Machtbereich der Justiz zu geraten, bedeute, diesem ausgeliefert zu sein, die Menschenwürde und „jeden Anspruch auf Respekt“ zu verlieren.
Maurizius erzählt dem Staatsanwalt bei seinen Besuchen nach und nach die Geschichte seiner unglücklichen Ehe und der Verstrickungen (12,1-7; 13,6-10). Dadurch erhält Andergast aufschlussreiche Hintergrundinformationen, z. B. dass der Kronzeuge Waremme sich bei der Einstudierung eines Theaterstücks in die 17-jährige Anna verliebte und sie in der Garderobe vergewaltigte. Als dann die arbeitslose Anna bei der um 20 Jahre älteren Schwester Elli Schutz suchte, war ihr Waremme gefolgt, und er, ein „Polyglott, ein neuer Winckelmann, ein Poet, ein Kerl von Gottes Gnaden“, hatte sich mit Maurizius befreundet. Waremme, ein despotischer Mensch, liebte den Freund, dann hasste er ihn. In der Vierergruppe mit dem komplizierten Beziehungs- und Eifersuchtsgeflecht steigern sich die Auseinandersetzungen, die wegen Leonharts Kind Hildegard begannen und mörderisch endeten. Leonhart reflektiert diesen Konflikt: „Es war eine perfekte Zermalmungsprozedur, wo jeder zugleich Rad und Geräderter war. Anna zwischen mir und Waremme, Elli zwischen mir und Anna, Anna zwischen Elli und mir, ich zwischen Anna und Waremme und Elli zwischen allen dreien. Das ging Tag für Tag, Woche um Woche, bis ans entsetzliche Ende.“ Elli konnte die Hinwendung ihres Gatten zu der Schwester nicht ertragen. „Eine blutgierige reißende Wölfin brach aus ihr heraus, als sie sich gegen die Schwester kehrte.“ Als Andergast Maurizius fragt, warum er dies während des Prozesses und die vielen Jahre danach verschwiegen habe, erwidert dieser: „Weil ich nicht einen Mord begehen wollte“. Der Besucher mutmaßt, dass Anna geschont werden sollte.
„In den Erzählungen des Häftlings treten nach und nach jene bis zur Undurchschaubarkeit verflochtenen Beziehungen der Prozessbeteiligten an den Tag, ein Chaos von Konvention, Leidenschaft, Verlogenheit und Promiskuität. Andergast erkennt, daß die Grundlagen allen juristischen Urteilens, Kategorien wie Verantwortung, Gerechtigkeit, Schuld und Bestrafung, die auch die Basis seiner eigenen Existenz sind, in diesem Labyrinth ihre Geltung einbüßen, daß die Grenze zwischen Recht und Unrecht verwischt, ja ganz aufgehoben zu werden droht.“
Der Oberstaatsanwalt überdenkt nach dem Zuchthausbesuch alle Fakten aus den Akten wie auch die Eröffnungen des Inhaftierten und schlussfolgert, Anna sei die Täterin und Waremme müsse einen Meineid geschworen haben. Er fasst die Entlassung von Maurizius auf dem Gnadenweg ins Auge, besucht Maurizius noch einmal und legt dem Justizminister in einer Depesche die sofortige Begnadigung des Strafgefangenen Maurizius dringend nahe.

### Die Recherchen Etzel Andergasts
Etzel schleicht sich ins Berliner Wohnumfeld Waremmes als dessen Englischschüler und Famulus ein (8,1-6). Obwohl der Junge ihm bald den Grund seines Besuchs nennt, bricht Waremme die Verbindung nicht ab, sondern der Vereinsamte benutzt ihn als Zuhörer, dem er seine Erlebnisse und Weltanschauungen vorträgt (10,1-5; 11,1-4). Er findet Gefallen an dem naiven und idealistischen Jungen, lädt ihn in die Konditorei und zu Jazz-Veranstaltungen ein und will ihm die Augen für die seiner Auffassung nach korrupte Wirklichkeit öffnen. Dabei behandelt er Etzel herablassend, dosiert spielerisch seine Informationen und geht lange Zeit nicht auf dessen Kernfrage nach dem Meineid ein. Unbeirrt breitet jedoch der Junge Details aus, die er vom alten Maurizius erfahren hat: Der Alte wolle nicht eher sterben, als bis sein Sohn Leonhart aus dem Zuchthaus entlassen sei. Allmählich offenbart Waremme seine Beziehung zu Maurizius und Anna. Etzel insistiert: „Das Urteil ist falsch, das Urteil ist ein Justizmord… Dem Menschen muß Gerechtigkeit widerfahren“. und stellt dem „Kronzeugen“ die Gewissensfrage: „Wer hat geschossen? Hat sie geschossen, die Anna Jahn?“ Schließlich gesteht Waremme in einer emotionalen Situation, als er vom schlanken Jünglingskörper Etzels fasziniert ist: „Nu ja, sie hat geschossen“, und erklärt das Motiv der Mörderin: „Daß sie [Anna] ihn [Maurizius] so über alles Maß liebte, verzieh sie ihm nicht und verzieh sie sich selber nicht. Dafür mußte er seine Strafe leiden. Er durfte nicht mehr auf der Welt sein. Daß sie die Schwester erschossen hatte um seinetwillen, durfte niemals ein Weg von ihm zu ihr werden.“ Seine Falschaussage rechtfertigt er mit dem „Duell“ mit Maurizius um die Geliebte und dem „Schimmer der Hoffnung“ auf Anna, aber Etzel könne mit seinem Geständnis nichts anfangen, öffentlich würde er nichts zugeben und der Meineid sei verjährt. Damit hatte Etzel allerdings gerechnet und Melitta, die Tochter der Zimmerwirtin Schneevogt, als Zeugin hinter der Tür lauschen lassen.

### Die Unwiderruflichkeit des Todes
Leonhart Maurizius wird aus dem Zuchthaus entlassen (15,1-3). Der Freigelassene erkennt die Welt nicht wieder: Die Damen tragen kurze Röcke und helle Seidenstrümpfe. Daheim in Hanau hat sein Vater Peter Paul alles für den Sohn vorbereitet: Wäsche, alle möglichen Utensilien für den feinen Herrn und Geld. Dann setzt er sich in den „Kanapeewinkel“ und stirbt (15,4).
Maurizius ist durch die lange Isolation vereinsamt. Seine Träume lassen sich nicht realisieren und die Kontaktversuche enden desillusionierend. Zuerst will er seine Tochter Hildegard in Kaiserswerth besuchen, aber sie wurde rechtzeitig ins Ausland geschickt (15,5). Darauf sucht Maurizius seine Schwägerin in Echternach auf. Anna Duvernon hat alles verdrängt und mit der Vergangenheit abgeschlossen. Sie ist heilfroh, dass Maurizius nicht auf ihre Tat zu sprechen kommt. Die Jahre haben ihre Schönheit zerstört. „Wunderlosigkeit“ ist übrig geblieben (15,6). Auch er ist durch die lange Haft seelisch entkernt, ohne Zukunftsperspektiven und nicht mehr lebensfähig, wie die Überschrift des dritten Teils Die Unwiderruflichkeit des Todes (Kap. 14 und 15) signalisiert. Nach Fahrten in die Schweiz und nach Berlin mit einer unbefriedigenden Affäre tötet sich Maurizius durch einen Sprung von einem Viadukt in die Tiefe (15,7).
Das Leben des Oberstaatsanwalts hat, durch das stille Eingeständnis seines Irrtums und seiner Voreingenommenheit, wodurch er nur in einer Richtung ermittelte, seinen Sinn verloren. Er ersucht um seine Pensionierung. Auch in seiner Familiengeschichte wird der Staatsanwalt zunehmend zum Angeklagten. Seine Mutter Cilly hat seine Frau vom Verschwinden ihres Sohnes benachrichtigt und diese in ihr Haus aufgenommen. Sophia beschuldigt bei einem Besuch ihren Mann des arrangierten Meineids: Er zwang nämlich ihren Liebhaber Georg Hofer zu der Falschaussage, mit ihr keine Affäre gehabt zu haben, um ihn dann mit ihrem Geständnis des Ehebruchs zu konfrontieren, worauf sich dieser das Leben nahm (13,1–5). Obwohl Andergasts Position zusammengebrochen ist und er jetzt weiß, dass Maurizius unschuldig ist, versucht er das Gesicht zu wahren und verhindert durch die Begnadigung Maurizius’ eine Revision des Urteils (13,6–10). Als Etzel nach siebenwöchigen Recherchen von Berlin zurückkehrt (16,1), kann er das Eingeständnis Waremmes, einen Meineid geschworen und damit Maurizius zu Unrecht beschuldigt zu haben (14,1–5), nicht mehr für eine Rehabilitierung nutzen. Er zerschlägt besinnungslos Glasscheiben und Gefäße, schreit den Vater an: „Wenn er unschuldig ist, braucht er doch die Gnade nicht!“ und bricht die Beziehung ab: „Ich will nicht dein Sohn sein!“ Andergast erleidet darauf einen Schlaganfall und muss, halb offenen Mundes, in eine Heilanstalt gebracht werden. Etzel schließt die Romanhandlung mit den Worten: „»Man soll meine Mutter holen.« Was auch [geschieht]“

## Zitate
- „Wo nicht gesprochen wird, ist auch kein Widerspruch.“[23]
- „Jede Generation ist eine Gattung für sich, gehört einem andern Baum an.“[24]
- „Die höhere Welt wird nur durch das Gleichnis erschlossen.“[23]
- „Ein Weib versteht nicht, was das ist, die Zeit des Mannes.“[25]
- „Der Sehende wird kalt.“[26]
- „Vielleicht entsteht die Wahrheit erst durch die Zeit und in der Zeit?“[27]
- „Manche Leidenschaft verdankt ihre Entstehung nur der Furcht vor der Leere.“[28]
- „Verantwortungen werden immer dann zu groß, wenn man sich ihnen entziehen will.“[29]
- „Teilhat jeder an der Gerechtigkeit, wie er teilhat an der Luft.“[30]

## Bezüge zur Figur des 'Ewigen Juden'
Insbesondere die Figur des Gregor Waremme, alias Georg Warschauer, wird im Roman in Konflikt mit seinem Judentum in der Tradition der Sagen-Gestalt Ahasver gesetzt. Gunnar Och bezeichnet den sich aufgrund seines Judentums in einer schwerwiegenden Identitätskrise bestimmten Waremme daher als Figur in der Gestalt eines Neuen Ahasver, wie sie u. a. auf den Protagonisten Heinrich Wolff in Fritz Mauthners Roman Der neue Ahasver (1881) zurückgeht.

## Rezeption
- Henry Miller geht in seinem Essay „Maurizius Forever“ auf den zeitgeschichtlichen Hintergrund des Romans ein.
- Wassermanns konventionell vorgetragene Prosa enthalte zum Teil Triviales.[33]
- Nach Koester[34] diente der Fall Carl Hau lediglich als stoffliche Vorlage. Im Grunde habe Wassermann aber Vaterhass und Gerechtigkeit psychologisch durchdringen und ein Zeitgemälde präsentieren wollen.
- In den 1920er Jahren werde ein Fall aus den Jahren „1905 bis 1907“ aufgegriffen. Bevor Kiesel den „Best- und Longseller“ bespricht, stellt er klar, in der Weimarer Republik habe das Rechtssystem aus der verflossenen Kaiserzeit im Wesentlichen fortbestanden. Trotzdem wolle Wassermann in seinem Text die Justiz der Weimarer Republik nicht kritisieren. Es ginge ihm vielmehr lediglich um Gerechtigkeit.[35]

## Adaptionen
Film
- 1938: Der Schweizer Filmregisseur Herbert E. Meyer (* 1907), in Paris Mitregisseur von Julien Duvivier, inszenierte 1938 die Novelle Affaire Mauritzius.[36]
- 1954: Der Fall Maurizius (L'Affaire Maurizius) – Regie: Julien Duvivier (mit Jacques Chabassol als Etzel, Charles Vanel als Wolf von Andergast, Berthe Bovy als Generalin, Daniel Gélin als Leonhart Maurizius, Madeleine Robinson als Elli Maurizius, Eleonora Rossi Drago als Anna Jahn und Adolf Wohlbrück als Gregor Waremme) u. a.[37]
- 1961: Il caso Maurizius. 4-teilige italienische TV-Serie von Anton Giulio Majano. Besetzung: Etzel von Andergast (Corrado Pani), Wolf von Andergast (Mario Felciani), Pietro Maurizius (Lauro Gassolo), Gregorio Waremme (Alberto Lupo), Anna Jahn (Virna Lisi) u. a.[38]
- 1981 ZDF-Fünf-Teiler (jeweils 80 Min.). Regie: Theodor Kotulla. Drehbuch: Karl Wittlinger, Besetzung: Etzel von Andergast (Martin Halm), Wolf von Andergast (Heinz Bennent), Sophie von Andergast (Judy Winter), Cilly von Andergast, Etzels Großmutter (Alice Treff), Leonhart Maurizius (Matthias Fuchs), Elli Maurizius (Ruth Maria Kubitschek), Anna Jahn Marie Rando, Peter Paul Maurizius (Sigfrit Steiner) Gregor Waremme (Peter Sattmann), u. a.[39]

Hörspiel
- 1954: ORF-K .Regie: Gustav Bartelmus
- 1960: hr (158 Min). Regie: Ulrich Lauterbach. Besetzung: Gert Westphal (Erzähler), Willy Trenk-Trebitsch (Leonhart Maurizius), Hermann Menschel (Peter Paul Maurizius), Marianne Hoppe (Anna Jahn), Fritz Kortner (Georg Warschauer/Waremme), Paul Hoffmann (Oberstaatsanwalt Baron von Andergast), Johanna Hofer (Sophia von Andergast), Hans-Joachim Horn (Etzel von Andergast), Mathilde Einzig (Großmutter), Hans Caninenberg (Dr. Raff) u. a.
- 1968 WDR (275 Min.). Regie: Gert Westphal[40]

### Ausgaben
Das Werk umfasst die Romane:
1. Der Fall Maurizius
- Jakob Wassermann: Der Fall Maurizius. S. Fischer, Berlin 1928.
- Quelle: Jakob Wassermann: Der Fall Maurizius. Rütten & Loening, Berlin 1976. Häufige Neuaufl., z. T. mit Nachwort von Fritz Martini.
- Jakob Wassermann: Der Fall Maurizius. Frankfurt am Main 2005.

2. Etzel Andergast (1931)
3. Joseph Kerkhovens dritte Existenz (1934)

### Sekundärliteratur
- Jörg von Uthmann: Zwölf Minuten vor zwölf, über Jakob Wassermanns Der Fall Maurizius in Marcel Reich-Ranicki (Hrsg.) Romane von gestern - heute gelesen, Bd. II 1918 - 1933, S. 148–152, S. Fischer Verlag, Frankfurt a. M. 1989, ISBN 3-10-062911-6.
- Margarita Pazi, in: Gunter E. Grimm, Frank Rainer Max (Hg.): Deutsche Dichter. Leben und Werk deutschsprachiger Autoren. Band 7: Vom Beginn bis zur Mitte des 20. Jahrhunderts. S. 40–46. Stuttgart 1991, ISBN 3-15-008617-5.
- Rudolf Koester: Jakob Wassermann. Berlin 1996, ISBN 3-371-00384-1.
- Peter Sprengel: Geschichte der deutschsprachigen Literatur 1900 - 1918. München 2004, ISBN 3-406-52178-9.
- Henry Miller in: Jakob Wassermann: Etzel Andergast. Roman. Mit einem Nachwort von Henry Miller. S. 611–667, München im April 2002, 667 Seiten, ISBN 3-423-12960-3.
- Gero von Wilpert: Lexikon der Weltliteratur. Deutsche Autoren A - Z. Stuttgart 2004. S. 651, ISBN 3-520-83704-8.
- Marcus Bullock: 1928: Jakob Wassermann's novel  „Der Fall Maurizius“ presents the final expression of his views on the relationship of Germans and Jews. In: Sander L. Gilman, Jack Zipes (Hrsg.): Yale companion to Jewish writing and thought in German culture 1096–1996. New Haven : Yale Univ. Press, 1997, S. 471–478.
- Helmuth Kiesel: Geschichte der deutschsprachigen Literatur 1918 bis 1933. C.H. Beck, München 2017, ISBN 978-3-406-70799-5.